# FedMart
FedMart was een keten van discountwarenhuizen, opgericht door Sol Price, die later Price Club oprichtte. FedMart was oorspronkelijk een discountwarenhuis waar overheidsmedewerkers een lidmaatschapsbijdrage van $ 2 per gezin konden betalen. In het eerste jaar verdiende FedMart vier keer meer dan de investeerders hadden verwacht. In de daaropvolgende twintig jaar groeide FedMart tot een keten met 45 winkels, voornamelijk in Californië en het zuidwesten van de Verenigde Staten, die een jaarlijkse omzet van ruim 300 miljoen dollar genereerde. Het bedrijf breidde zich uit naar verschillende staten in het zuidwesten van de Verenigde Staten. Veel winkels waren voorheen White Front- en Two Guys-vestigingen. In 1975 verkocht Price twee derde van de keten aan Hugo Mann, een Duitse zakenman. Het jaar daarop werd hij gedwongen zijn leiderschapspositie op te geven. FedMart ging in 1982 failliet.

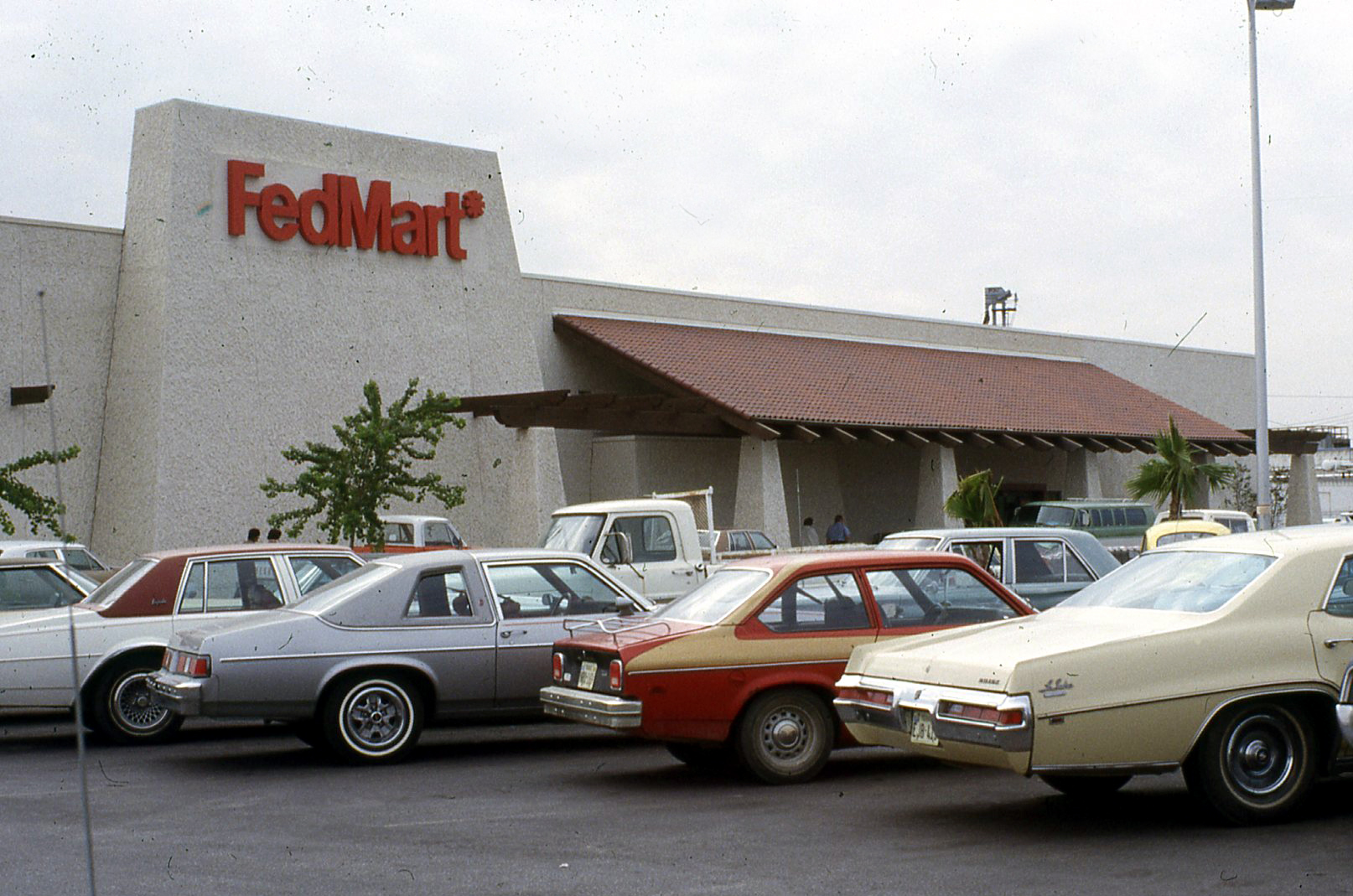
FedMart-winkel in San Antonio, Texas, 1979

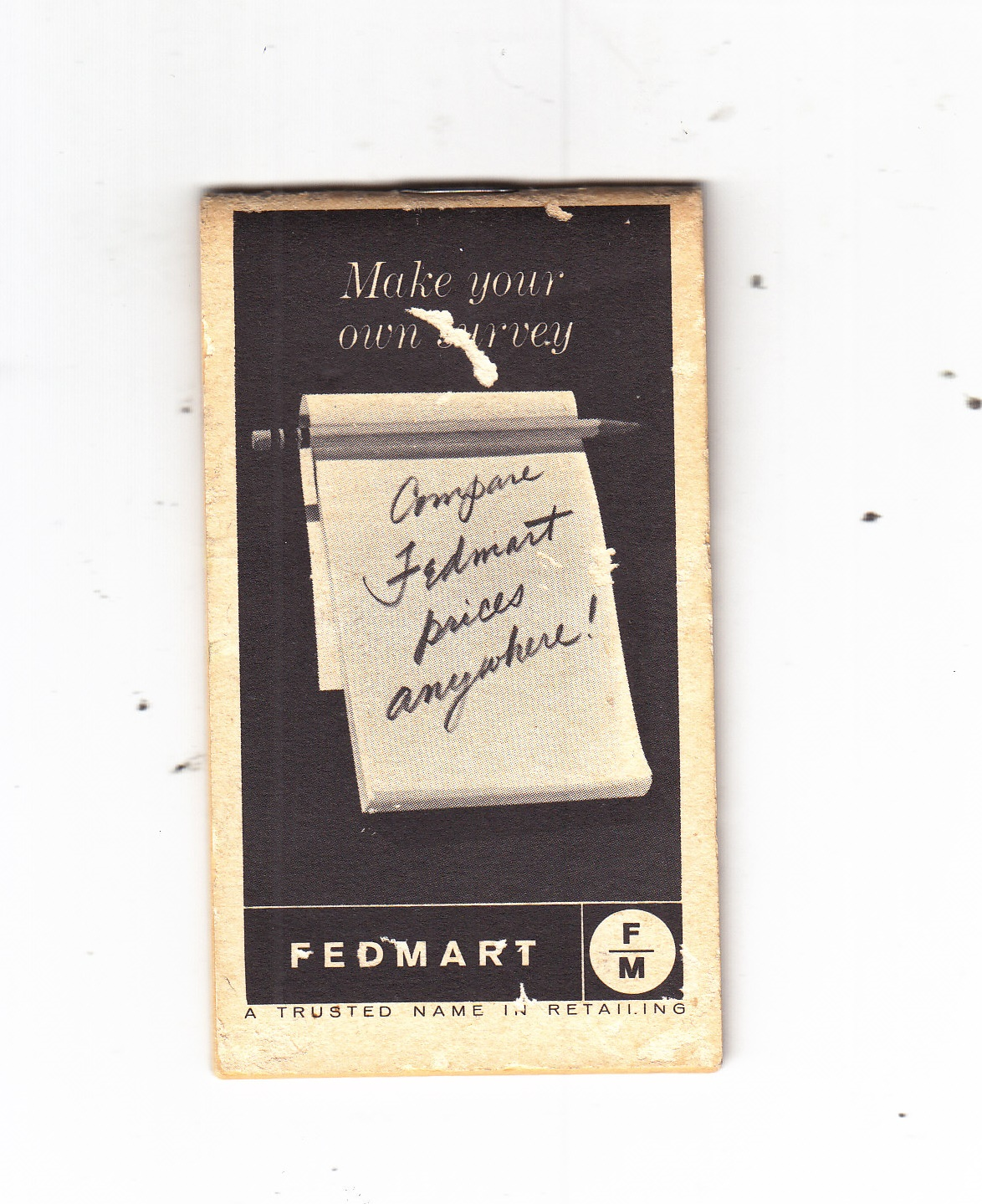
FedMart notitieblok, 1964

## Geschiedenis
Sol Price begon zijn carrière halverwege de jaren 1950, toen hij als advocaat in San Diego werkte. De klanten waren werkzaam in de groothandel in sieraden en verkochten horloges aan een non-profitorganisatie in Los Angeles, Fedco, die eigendom was van de leden. Toen Price Fedco bezocht, zag hij dat de gebouwen vergelijkbaar waren met het magazijn dat hij had geërfd. Hij stelde zijn cliënten voor dat het gebouw van zijn schoonmoeder, op Main Street 2380, voor hetzelfde doel gebruikt zou kunnen worden. Zijn klanten waren het ermee eens en zo ontstond FedMart.
Het bedrijf begon in 1954 met een kapitaalinvestering van $ 50.000. Price schakelde de hulp in van acht personen, die ieder $ 5.000 investeerden en zijn advocatenkantoor ervan overtuigden om de resterende $ 10.000 te investeren. Hij verkreeg zijn voorraad van klanten, te beginnen met twee groothandels in sieraden. Een andere klant, werkzaam in de meubelbranche, bood Price een kleine selectie meubels aan. Een derde klant verkocht drank, waardoor Price's FedMart een vreemde mix van sieraden, meubels en drank verkocht. Hij stelde het lidmaatschap open voor overheidsmedewerkers op alle niveaus - federaal, staats- en lokaal. Ondanks de minder dan complete selectie aan goederen floreerde Price's bedrijf, en haalde in het eerste jaar $ 4,5 miljoen op, vier keer zoveel als het totaalbedrag dat Price en zijn investeerders hadden geraamd. 
FedMart begon als een ledenwinkel door in 1954 een verlaten pakhuis in San Diego, Californië te openen. In 1955 werd een tweede winkel geopend in Phoenix, Arizona, snel gevolgd door een derde winkel in San Antonio, Texas. In 1958 werd een tweede winkel in de omgeving van San Diego geopend in Kearny Mesa, waarna er nog meer winkels werden geopend in San Diego en de rest van Zuid-Californië. In de jaren 1960 werden de lidmaatschapsvereisten afgeschaft en werd FedMart een discountwinkel zonder lidmaatschap. In oktober 1968 opende het bedrijf zijn 36e winkel in Window Rock, Arizona. In 1975 had FedMart 44 winkels in Californië, Arizona, New Mexico en Texas.
In 1994 werd de Window Rock FedMart gesloten.
Het succes leidde tot de oprichting van meer grootwinkelbedrijven en een meer samenhangende merchandisingstrategie. FedMart groeide uit tot een winkelketen en Price was een pionier op het gebied van diverse innovaties in de detailhandel. FedMart was de eerste retailer die benzine tegen groothandelsprijzen verkocht. De keten was de eerste die een apotheek in de winkel opende. FedMart opende ook optiekafdelingen in de winkels, een formule die tientallen jaren later op grote schaal werd gekopieerd. Naast het ontwikkelen van diverse primeurs in de sector, begeleidde Price het bedrijf naar de detailhandel in levensmiddelen, een productlijn die de basis zou vormen voor de ontwikkeling van de keten.
Price kreeg in zijn bedrijf gezelschap van zijn zoon Robert, die tot 1975, toen ze twee derde van de keten verkochten aan het Duitse retailbedrijf van Hugo Mann, als uitvoerend vicevoorzitter van FedMart fungeerde. Het bedrijf bestond toen 21 jaar en had een omzet van ruim $ 350 miljoen in 40 winkels. Price werd minder dan een jaar na de overname door Hugo Mann ontslagen. De winkelketen ging binnen zeven jaar dicht.
In 1969 werd het bedrijf beursgenoteerd op de Amerikaanse effectenbeurs. Hugo Mann begon in 1975 aandelen in het bedrijf te kopen en verwierf in het voorjaar van dat jaar een controlerend belang. Later die herfst breidde hij zijn belang uiteindelijk uit tot 68%. In 1981 kon Mann de rest van de aandelen verwerven en het bedrijf van de beurs halen. 
Nadat Mann een meerderheidsbelang in FedMart had verkregen, investeerde hij meer geld in het bedrijf om een snelle expansie mogelijk te maken. Naast het bouwen van nieuwe winkels kocht FedMart in 1977 de West Coast-divisie van Two Guys met 22 winkels van Vornado (Californië) en de Globe Store-keten met 10 winkels van Walgreens in 1978 (Arizona en Texas). In 1979 had FedMart ongeveer 70 winkels. 
In 1979 was de Duitse directeur van FedMart woedend toen hij ontdekte dat FedMart in zijn winkels in de VS boeken over nazi-Duitsland verkocht. Hij verbood onmiddellijk de verkoop van alle boeken over ‘politieke kwesties die zeer controversieel zijn’, inclusief boeken over Jimmy Carter, Richard Nixon en de Democratische Partij. 
Begin jaren 1980 begon FedMart verlies te lijden en begon het winkels te sluiten, vooral buiten Californië. Er waren nog 46 winkels over toen Hugo Mann in 1982 besloot de keten te sluiten en de winkellocaties te verhuren aan andere detailhandelsbedrijven. 35 van de locaties werden verhuurd aan Target en de rest werd verhuurd aan Ralphs Grocery Stores. De sluiting van FedMart bood Target de kans om de zeer competitieve markt van Zuid-Californië te betreden. 
James Sinegal, de oprichter en voormalig CEO van Costco, begon bij FedMart als inpakker en werd uiteindelijk uitvoerend voorzitter bij het bedrijf.